# Robin Hochstrasser
Robin M. Hochstrasser   (* 4. Januar 1931 in Edinburgh; † 27. Februar 2013) war ein schottisch-amerikanischer Physikochemiker.
Hochstrasser studierte Chemie an der Heriot-Watt University mit dem Bachelor-Abschluss 1952 und der Promotion 1955 an der University of Edinburgh bei Mowbray Ritchie mit der Arbeit Photoformation of peroxides of rubrene and related compounds (1984 erhielt er zusätzlich einen D.Sc. der Heriot-Watt University). Danach war er zwei Jahre im Wehrdienst bei der Royal Air Force und trainierte dort Navigatoren in Elektronik.  1957 wurde er Instructor und 1960 Assistant Professor an der  University of British Columbia. 1963 wurde er Associate Professor und 1971 Professor an der University of Pennsylvania. Ab 1983 war er dort Donner Professor.
Er befasste sich mit Molekül-Spektroskopie und führte in den 1990er Jahren zweidimensionale Infrarotspektroskopie ein. Er wandte diese auch in der Medizin an (Studium von Aids, Alzheimer, Grippe). Von ihm stammen über 500 Veröffentlichungen.
1997 erhielt er den Peter Debye Award, 1981 die Bourke Medal der Faraday Society, 2012 den Linus Pauling Award, 2007 den A. H. Zewail Award, den Lippincott Award der Optical Society of America, den E. Bright Wilson Award in Spektroskopie, 2000 die Centenary Silver Medal der Royal Society of Chemistry,  2003 die Benjamin Franklin Medal (Franklin Institute) und 1978 den Humboldt-Forschungspreis (und war mit diesem an der Universität München). Er war Mitglied der National Academy of Sciences, der American Academy of Arts and Sciences und der American Association for the Advancement of Science und Ehren-Fellow der Royal Society of Edinburgh. 1963 bis 1967 war er Sloan Research Fellow und 1971/72 Guggenheim Fellow. Er war Fellow der American Physical Society und der Optical Society of America. Er war Gastprofessor in Cambridge, Oxford, Grenoble, Paris, an der University of Strathclyde und an der Australian National University. Hochstrasser ist Ehrendoktor der Universität Edinburgh.
1975 bis 2012 war er Herausgeber von Chemical Physics.
Zu seinen Doktoranden zählt Ahmed Zewail.

## Schriften
- Behaviour of Electrons in Atoms, Benjamin 1964
- Molecular Aspects of Symmetry, Benjamin 1966
- Als Coautor: Spectroscopy and excitation dynamics of condensed molecular systems, Amsterdam/New York : North-Holland Publishing Company, 1983.
- Robin M. Hochstrasser festschrift, Washington, DC : American Chemical Society, 1996